# Triade
Triade foi um grupo italiano de rock progressivo ativo durante a década de 1970.

## História
O trio foi formado em Florença nos primeiros anos da década de 1970 pelo tecladista Vincenzo Coccimiglio junto ao baixista Agostino "Tino" Nobile, que tinha anteriormente tocado com o Noi Tre, grupo lendário que foi composto pelos guitarristas Franco Falsini e o baterista Pino Pini. Após terem testado vários bateristas, Tino Nobile escolheu Giorgio Sorano e assim nasceu o Triade.
Ligado à etiqueta Derby/CBS, o grupo publicou um único álbum, além de um single de 1973, e teve uma boa atividade concertística, tocando também com o Banco del Mutuo Soccorso e Premiata Forneria Marconi, além de ter feito alguns concertos memoráveis no Pierlombardo de Milão.
1998: La storia di Sabazio contém um primeiro lado inteiramente instrumental com fortes influências clássicas sob influência de grupos como Emerson Lake & Palmer. O segundo lado contém três músicas cantadas e o resultado é um bom álbum, um pouco fragmentário e não totalmente representativo do gênero, porque Nobile e Coccimiglio, sendo estudentes de música clássica, foram influençado por J. S. Bach e F. Chopin.
O disco foi o resultado dos gostos diversos dos dois compositores. A primeira parte foi totalmente composta por Coccimiglio, enquanto a segunda, que foi comparada ao estilo do Le Orme foi composta por Nobile. No entanto, Nobile escreveu estas músicas aos 15 anos, ou seja, antes do aparecimento do grupo Le Orme e  Emerson Lake & Palmer. 
Duas músicas cantadas, oriundas do segundo lado, Caro Fratello e 1998, com ótimas partes de violão, saíram também em um single.
O grupo se desfez pouco depois da saída do álbum devido à partida do seu manager Elio Gariboldi, para a Alemanha, não podendo assim continuar a acompanhar o grupo italiano. Tanto Coccimiglio como Nobile permaneceram no campo musical tocando pelo mundo por anos. Coccimiglio faleceu. Nobile, além de compor, há dez anos que escreve artigos e livros publicados em português e em italiano. 

## Formação
- Vincenzo Coccimiglio (teclado)
- Agostino Nobile (baixo, violão, voz)
- Giorgio Sorano (bateria)

## Discografia

### LP
- 1973 - 1998: La storia di Sabazio, Derby (DBR 65801)

### CD
- 1994 - 1998: La storia di Sabazio, Vinyl Magic (VM038)